# São Pedro do Iguaçu
São Pedro do Iguaçu is een gemeente in de Braziliaanse deelstaat Paraná. De gemeente telt 6.561 inwoners (schatting 2009).